# Passiflora cauliflora
Passiflora cauliflora Harms – gatunek rośliny z rodziny męczennicowatych (Passifloraceae Juss. ex Kunth in Humb.). Występuje naturalnie w Wenezueli, Kolumbii, Ekwadorze, Peru oraz brazylijskim stanie Amazonas. 

## Morfologia
PokrójZdrewniałe, trwałe, owłosione liany.
LiściePodłużne, owalne lub eliptycznie owalne, rozwarte lub sercowate u podstawy, prawie skórzaste. Mają 13–30 cm długości oraz 5,5–10 cm szerokości. Całobrzegie, z tępym lub ostrym wierzchołkiem. Ogonek liściowy jest owłosiony i ma długość 10–30 mm. Przylistki są nietrwałe.
KwiatyZebrane w pary. Działki kielicha są podłużne, mają 2–3,5 cm długości. Płatki są liniowo podłużne, mają 2–3 cm długości. Przykoronek ułożony jest w dwóch rzędach, ma 2–6 mm długości.
OwoceSą elipsoidalnego kształtu. Mają 5–7 cm długości i 2,5–4 cm średnicy.

## Biologia i ekologia
Występuje w lasach oraz na sawannach na obszarach nizinnych.